# Карія овальна
Карія овальна, карія яйцеподібна (Carya ovata) — вид рослин родини горіхові (Juglandaceae).

## Будова
Листяне дерево висотою до 30 м. Рослина має перисте листя, яке вона скидає на зиму.

## Поширення та середовище існування
Росте у листяних лісах у річкових долинах в США на схід від Канзасу та у Канаді на крайньому південному сході. Кора у карії овальної відшаровується довгими товстими пластинами. Кінці таких пластин загнуті, так що увесь стовбур дерева здається кудлатим.

## Практичне використання
Восени рослина дуже декоративна. Проте повільний ріст і погана приживлюваність робить її невигідною для озеленення культурою.
Деревина карії щільна і міцна, тому ідеально підходить для виготовлення ручок для різних інструментів.
Дрова карії популярні для копчення м'яса, оскільки мають характерний приємний запах.
Маленькі горіхи карії їстівні, мають солодкуватий смак.

## Галерея

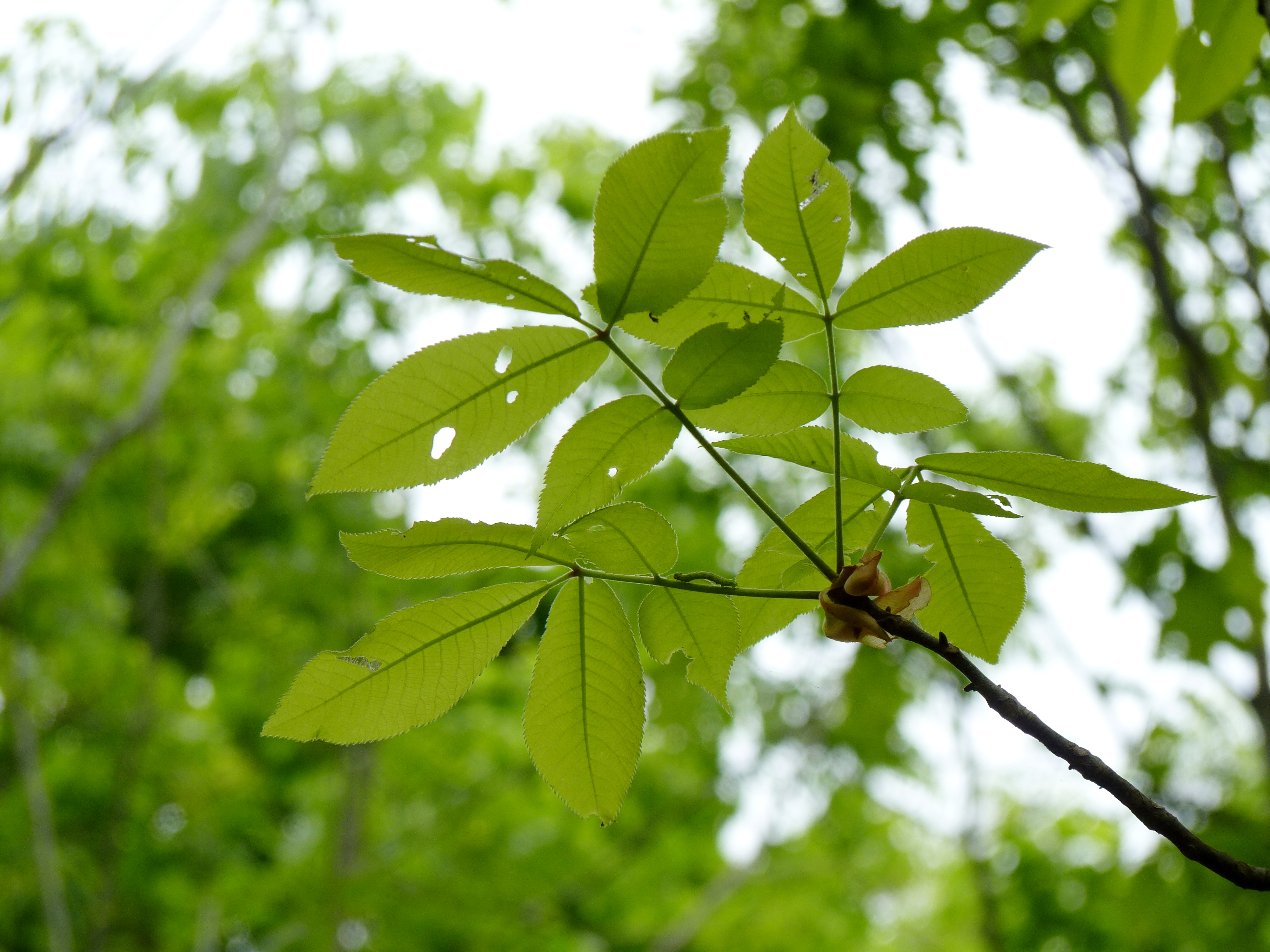
Листя
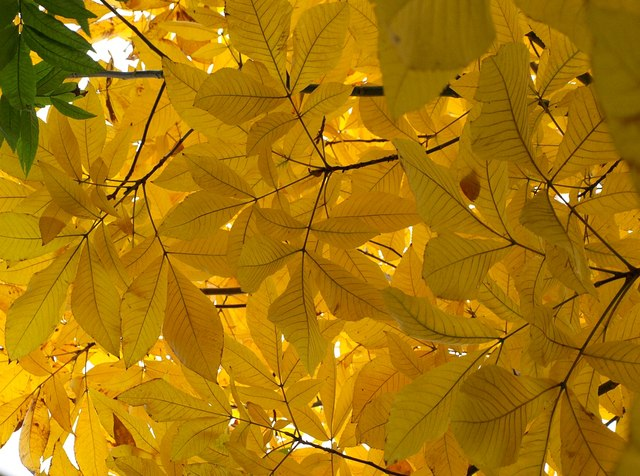
Листя восени
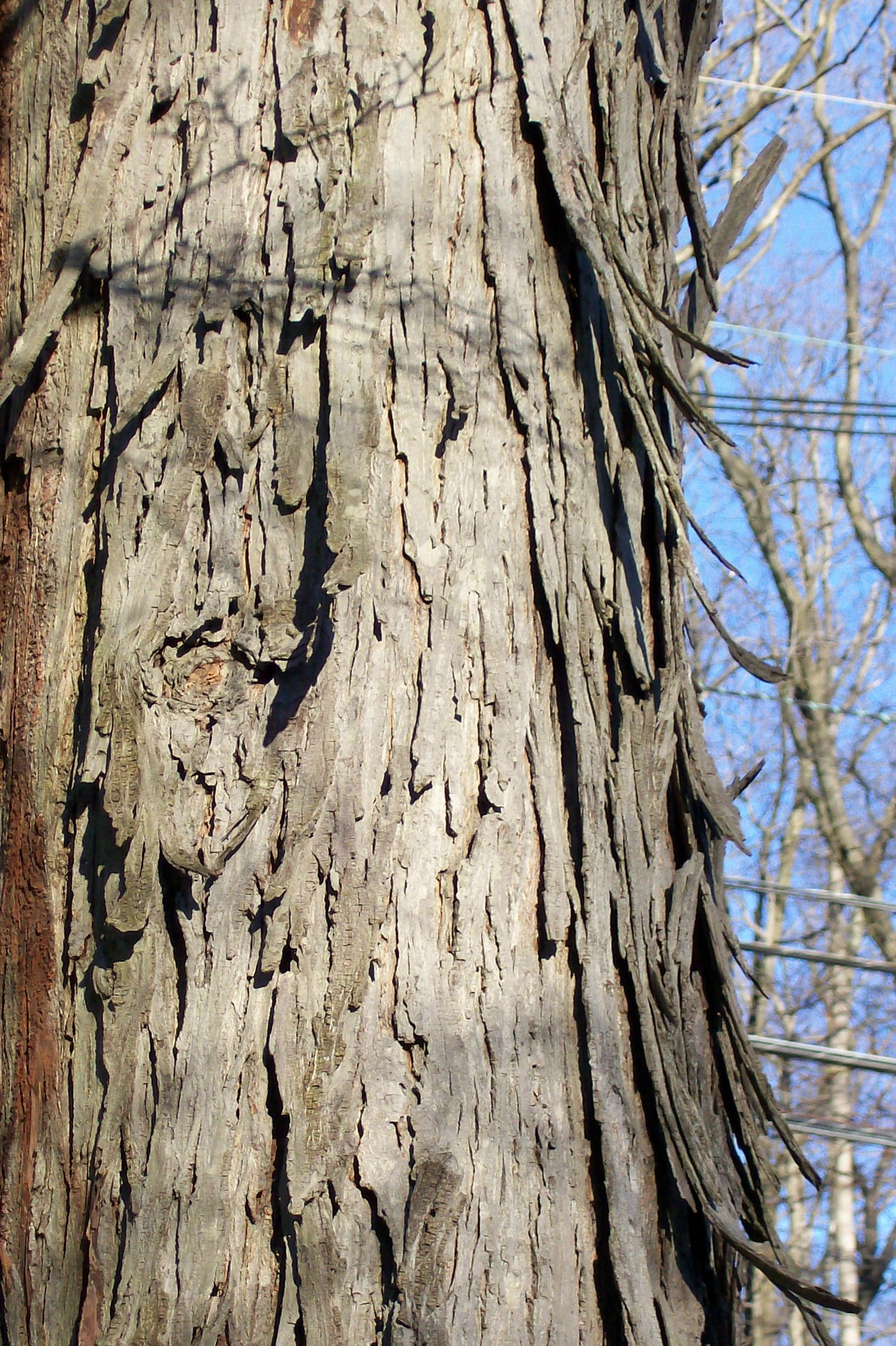
Кора
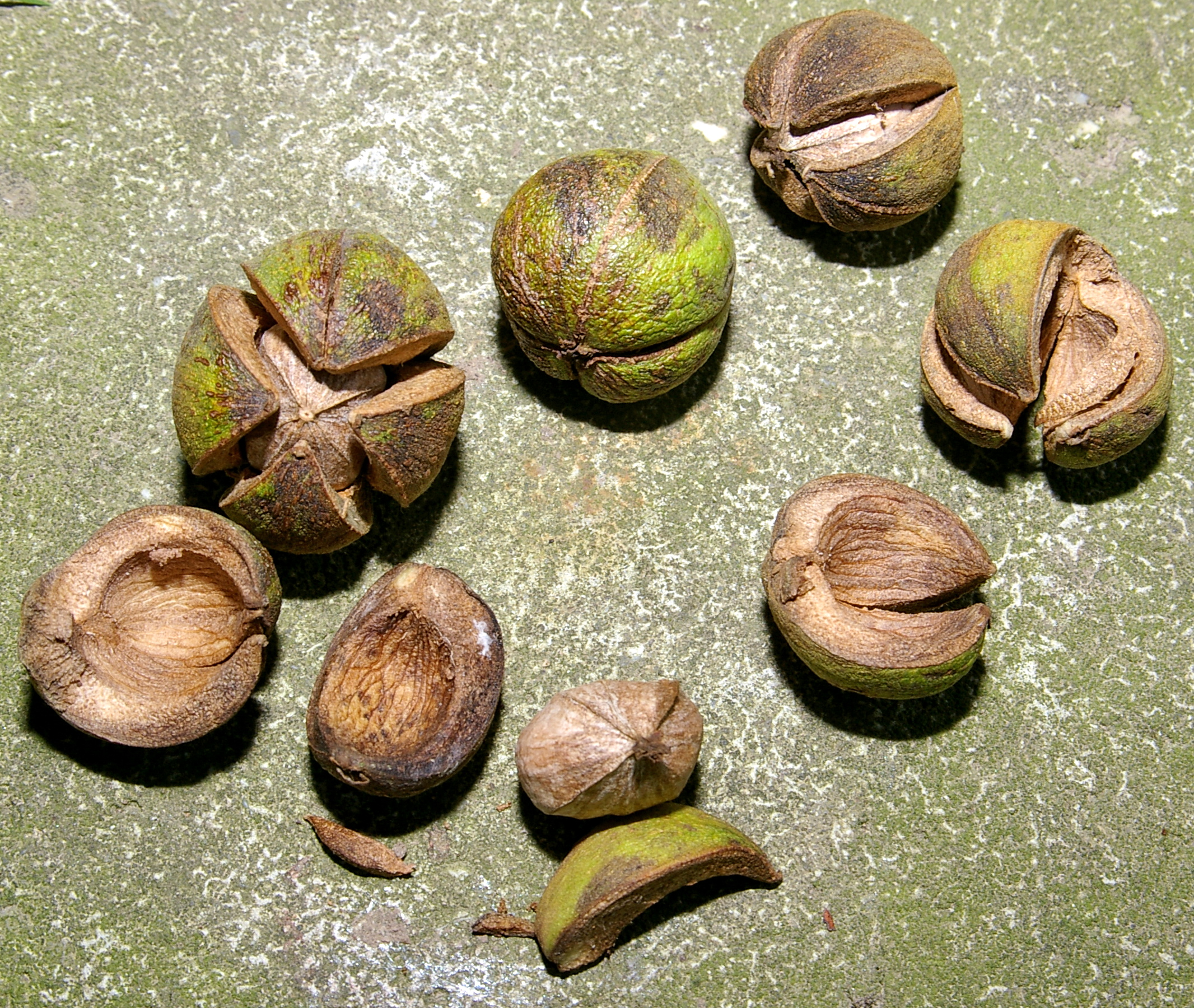
Горіхи